# أوسكار (قط)
أوسكار (بالإنجليزية: Oscar )‏(ولد 2005) قط كان يتم استخدامه لاغراض علاجية (يتم تاهيله ورعايته وإطلاقه داخل أروقة وردهات المصحة لإضفاء جو من الألفة والمرح يعود بالنفع والفائدة على نفسيات ومعنويات النزلاء والعاملين في نفس الآن) بمركز ستيري هاوس للرعاية الصحية وإعادة التأهيل في ولاية رود آيلاند الأمريكية.
حصل على اهتمام الرأي العام في يوليو 2007 عن طريق الدكتور ديفيد دوسا (أستاذ أمراض الشيخوخة واستاذ مساعد بجامعة براون) هو أول من اكتشف قصة «أوسكار» الفريدة من نوعها، وتحدث عنها في مقال نشر في مجلة «نيو إنغلاند جورنال أوف ميديسين» الطبية عام 2007، ومن خلالها تحدث «دوسا»: عن «قدرة أوسكار في الشعور بقدوم الموت في المرضى الذين على وشك الاحتضار»
وتشمل تفسيراته لهذه القدرة «قلة الحركة في هؤلاء المرضى، أو أن القط يمكن أن تشم رائحة الكيتونات، والمواد الكيميائية الحيوية الصادرة عن الخلايا الميتة» 
أوسكار كان هو موضوع كتاب دكتور دوسا والذي كان بعنوان «التجوال مع أوسكار: القط ذو الموهبة الخارقة‘Making rounds with Oscar: The extraordinary gift of an ordinary cat’.»

## بداية القصة
قررت مصحة «ستير لرعاية المسنين» وهي معروفة بانها تحتوى على مجموعة من الحيوانات الأليفة أن تتبنى قطا من أجل إضافته إلى مجموعة القطط والحيوانات الأليفة وذلك من ملجأ للحيوانات المشردة حيث وقع اختيارهم على «أوسكار»..وكان أوسكار واحدا من ستة قطط تحتويهم المصحة.
أوسكار عاش في الطابق الثالث من المصحة، وهو طابق مخصص للعناية بالمرضى المصابين بالخرف، بعبارة أخرى هو المكان الذي تذهب إليه جميع الحالات الميؤوس منها، أي المرضى المسنين الذين يتوقع أن يتوفوا قريبا. وأيضا مع المرضى المصابين بالزهايمر ومرض الرعاش.

## التنبؤ الموت
بعد نحو ستة أشهر، لاحظ الموظفون أن أوسكار، تماما مثل الأطباء والممرضات، يقوم جولاته الخاصة داخل المصحة. ويقوم بفحص ومراقبة المرضى، ثم يتودد إلى مرضى معينين، والمرضى الذي يختار ليرقد بجوارهم في كثير من الأحيان لقوا حتفهم في غضون عدة ساعات من وصوله.
وواحدة من أول حالاته هناك سيدة عجوز من نزلاء المصحة مصابة بتخثر الدم في ساقها، كانت في غيبوبة، وكانت ساقها متيبسة وباردة بسبب عدم وصول الدم إليها، لكن الأطباء لم يكونوا يتوقعون موتها قريبا، وكان الأطباء متوقعين حدوث المضاعفات في خلال 12 ساعة على الأقل أو هكذا ظنوا حتى ظهر أوسكار فجأة واعتلى سريرها، جلس عند ساقها المصابة وأحاطها بفرائه الناعم كأنه يحاول تدفئتها، وبعد قرابة الساعتين نهض من مكانه وغادر بهدوء.. كانت العجوز قد ماتت 
دقة أوسكار (والتي بلغت أكثر من 25 حالات متتالية.ذكرت عند كتابة مقالة في مجلة (نيو إنغلاند جورنال أوف ميديسين) الطبية) أدت الموظفين لإقامة بروتوكول جديد وغير عادي.. بمجرد ان تم اكتشاف انه ينام بجوار المريض، يقوم الموظفون بالاتصال بأفراد العائلة لإعلامهم بتوقع وفاة وشيكة للمريض
في اغلب الاوقات لم يجد أهل المرضى مشكلة من وجود اوسكار ساعة الموت.. ولكن في المناسبات التي يتم فيها إخراجه من الغرفة بناء على طلب العائلة.. يقوم بالحركة ذهابا وإيابا أمام الباب والمواء.. ولكن عندما يكون موجود بجانب المريض يجلس بجواره في هدوء حتى يفارق الحياة ثم بعد ذلك يغادر في هدوء.
اوسكار تم وصفه عن طريق الدكتور ديفيد دوسا بانه «يكره العيش مع الاشخاص الاحياء». بحلول يناير 2010 فأن اوسكار تنبأ بـ 50 وفاة وبدقة.

## التفسيرات المحتملة
يقول الدكتور دوسا معلقا على قدرات أوسكار «ربما باستطاعته تمييز رائحة محددة مرتبطة بالموت» وهذا ما أيدته جوان تينو، وهي أستاذة جامعية متخصصة في مجال الصحة بجامعة براون، حيث تقول: «أنا اعتقد بأن هناك مواد كيميائية معينة تطلق داخل الجسد عند الاحتضار، وأوسكار يستطيع شم وتمييز رائحة تلك المواد»
يقول بعض خبراء السلوك الحيوانى بأن التفسيرات المرتبطة بقدرة أوسكار على شم رائحة متعلقة بالموت هي تفسيرات منطقية..
مارجي سكريك المتخصصة بعلم سلوك الحيوان في جامعة بريتش كولومبيا فتقول: «القطط بإمكانها أن تشم الكثير من الروائح التي لا نتمكن نحن البشر من شمها أظن بأنه يشم رائحة مواد كيميائية معينة تطلق داخل الجسد قبل الموت، بإمكانها حتى شم رائحة المرض».
ولكن الدكتور جيل غولدمان، وهو خبير معتمد في سلوكيات الحيوانات بولاية كاليفورنيا، لديه نظرية مختلفة – إذ يقول أن القطط لديها قدرة رائعة على الشم والتمييز وتنبؤات أوسكار قد تكون ناتجة عن سلوك مكتسب، فقد كانت لديه فرصة وافرة للربط بين ما يشمه والموت. حيث أنه تقريبا قضى عمره كله في المصحة مع المرضى المصابين بالخرف وجميع الحالات الميئوس منها والموت يكون متوقع وشائع.
هناك رأي آخر بشأن أوسكار ويعارض موضوع رائحة الموت يطرحه متخصص آخر في علم سلوك الحيوان هو الدكتور دانيال استيب الذي يقول بأن: «إحدى الأمور المميزة بالنسبة للأشخاص الذين على وشك الموت هو أنهم لا يتحركون كثيرا، وربما يكون اوسكار قد التقط هذه الحقيقة في أن الأشخاص المحتضرين يكونون في غاية السكون والهدوء. أنا أظن بأن الأمر لا يتعلق بالرائحة أو الأصوات الصادرة عن المريض، لكنه يتعلق بالحركة».
أما الدكتور توماس جرافيس المتخصص بدراسة السنوريات في جامعة الينوى فقد تحدث للبي بي سي عن قدرات القطط قائلا: «القطط غالبا ما تستطيع الإحساس والشعور بمرض أصحابها، وحتى بمرض الحيوانات الأخرى. وبإمكانها الإحساس بتغير الجو، وهي مشهورة كذلك بقدرتها الكبيرة في التنبؤ بهزة أرضية».